# Убийство Доун Оланик
До́ун Ри́та Ола́ник (англ. Dawn Rita Olanick; 5 августа 1964 — ок. 10 июля 1982), прежде известная как Принце́сса До́у (англ. Princess Doe) — ранее неопознанная 17-летняя американская девушка из Уэст-Бабилона, штат Нью-Йорк, найденная убитой на кладбище Сидар-Ридж в Блэрстауне, штат Нью-Джерси, США, 15 июля 1982 года. Её лицо было изуродовано до неузнаваемости. Она была первым неопознанным умершим, зарегистрированным в Национальном центре криминальной информации. Девушку смогли публично идентифицировать в 40-ю годовщину обнаружения её останков.
Артуру Кинлоу было предъявлено обвинение в убийстве первой степени по делу Оланик. Тело было похоронено на кладбище Сидар-Ридж, недалеко от того места, где она была обнаружена в январе 1983 года. Её останки были эксгумированы в 1999 году для сбора образцов ДНК. Тело перезахоронили в той же могиле.  До её идентификации в 2022 году, Оланик была известна как «Принцесса Доу» — прозвище, данное ей лейтенантом Эриком Крэнзом из полицейского управления Блэрстауна, который был первым сотрудником правоохранительных органов, прибывшим на место её обнаружения. 
На убитой были красная блузка с короткими рукавами, V-образным вырезом горловины, жёлтым кантом по плечам и чёрно-синим кантом вдоль вырезов горловины, рукавов и талии, красно-бело-синяя запашна́я юбка с печатным узором в виде стилизованных павлинов по подолу и цепочка с мелкими белыми бусами и узорчатым крестиком 14-каратного золота (аналог 585-й пробы). Нижнее бельё и обувь отсутствовали.
Причиной смерти стали множественные черепно-мозговые травмы, нанесённые тупым тяжёлым предметом, — лицо жертвы было обезображено до неузнаваемости. Судя по степени разложения, тело пробыло на кладбище от одной до трёх недель.

## Расследование

### Дайана Дженис Дай
Долгое время за погибшую девушку принимали Дайану Дженис Дай (англ. Diane Genice Dye), пропавшую девочку-подростка из Сан-Хосе, Калифорния, которая исчезла 30 июля 1979 года. Эта теория была поддержана несколькими сотрудниками правоохранительных органов в штате Нью-Джерси. Была созвана пресс-конференция, на которой пропавшую девочку признали «Принцессой Доу». Однако лейтенант Эрик Крэнз (англ. Eric Kranz), в самом начале возглавлявший расследование по делу заявил, что Дайана Дай не подходит в качестве объекта идентификации. Точка зрения Крэнза была поддержана семьёй Дайаны и следователями в Калифорнии, которые были особенно возмущены действиями правоохранительных органов Нью-Джерси. В 2003 году ДНК погибшей сравнили с ДНК Патриции, матери Дайаны, в результате чего был сделан вывод о том, что Дайана Дай не является "Принцессой Доу".

### Артур и Донна Кинлоу
В 1999 году появились доказательства, что за убийство Доун Оланик несут ответственность Артур и Донна Кинлоу (англ. Arthur and Donna Kinlaw). Донна была арестована в Калифорнии за попытку совершить мошенничество, используя имя «Илайна» (англ. Elaina), которое было прослежено до жителя Лонг-Айленда, вовлеченного в схему проституции Артура. Донна подробно рассказала о двух убийствах женщин, совершённых Артуром, которые по сей день остаются неизвестными. После того как Кинлоу был приговорен к смерти, Донна рассказала властям, что ранее в 1982 году им была убита ещё одна женщина, проститутка. Она сказала полиции, что была с Артуром на кладбище и стала свидетелем того, как тот совершил убийство. Согласно другому отчёту, Донна Кинлоу показала, что в июле 1982 года её муж привёл домой девочку-подростка, затем ушёл и вернулся уже без неё. Позднее он избавился от своей одежды и вычистил автомобиль, а потом угрожал своей жене, заявив, что если она не пойдёт на свою работу, то он «заберёт её жизнь», как он сделал это с девушкой, которую приводил домой. Однако отсутствие подтверждения данного факта означает, что Кинлоу не было ничего предъявлено по этому делу. Спейрс заявил, что сомневался в признании, поскольку Кинлоу не смогли назвать имя Доун Оланик, хотя и утверждали, что провели с ней какое-то время. Несмотря на возникающие вопросы к достоверности их заявлений, Спейрс был уверен в том, что родиной погибшей девушки является Лонг-Айленд, Нью-Йорк. Также Донна Кинлоу была опрошена судебным художником, который по итогам встречи набросал портрет девушки, с которой чета предположительно встречалась, и он действительно напоминает портрет Оланик, составленный до того последним. Артур по сей день отбывает два пожизненных срока за двойное убийство.
Помимо Кинлоу, было пересмотрено несколько других подозреваемых в причастности к данному делу.

### Последние расследования
| Реестр                                             | Код         |
| -------------------------------------------------- | ----------- |
| Doe Network                                        | 36UFNJ      |
| NamUs                                              | 1513        |
| National Center for Missing and Exploited Children | NCMU400028  |
| NCIC                                               | U-630870962 |
| Porchlight for the Missing                         | NJF820715   |

Согласно одной из версий, Оланик могла быть беглянкой, использовавшей разные фальшивые имена во время работы в отеле в Ошен-Сити, Мэриленд. В 2012 году шесть человек выступили с заявлениями о том, что знают, кем была погибшая девушка. В том же году образец её волос и зуб были отправлены на изотопную экспертизу, по итогам которой был сделан вывод, что жертва преступления, скорее всего, родилась в США. Образец волос показал, что жертва прожила семь-десять месяцев на среднем западе или на северо-западе США. Образец зуба показал, что она могла быть родом из Аризоны. Также был сделан вывод о том, что девушка пробыла длительное время в Лонг-Айленде (Нью-Йорк).
Кроме того, одна женщина сообщила, что после увиденных в газете изображений одежды, которая была на теле Доун Оланик, она вспомнила, что видела девушку в той же одежде 13 июля 1982 года, всего за два дня до того, как было найдено тело. Женщина заявила, что совершала покупки со своей дочерью в магазине напротив кладбища и заметила особенную одежду той девушки. Было определено, что юбка и блуза сшиты на среднем западе США, хотя все бирки пропали. После публикации фотографий трое человек заявили, что ими была куплена похожая одежда в магазине в Лонг-Айленде, который в настоящее время закрыт. Неизвестно, располагался ли этот магазин исключительно на Лонг-Айленде или у него были отделения и в других местах.

## Публикации в СМИ

### «Пропавшие»
После обширного освещения, случившегося в СМИ в 1982 году, с лейтенантом Эриком Крэнзом (англ. Eric Kranz), возглавлявшим расследование дела Принцессы Доу в отделении полиции Блэрстауна, связался телеканал HBO. Канал попросил разрешения снять расследование обстоятельств дела в документальном фильме «Пропавшие». Крэнз согласился, и отрывок был снят в течение нескольких недель. Документальный фильм примечателен тем, что содержит отснятый фактический материал о восстановлении тела Принцессы Доу, а также съёмки её похорон в 1983 году. Кроме того, фильм содержал отрывок, посвящённый   исчезновению Джонни Гоша.
Имя «Принцесса Доу» придумал главный следователь полицейского управления Блэрстауна — лейтенант Крэнз; он же добился широкого освещения случая в СМИ. Принцесса Доу стала первой неопознанной жертвой преступления, данные о которой были внесены ФБР в реестр Национального центра криминальной информации.

### «Страх на MTV»
В одном из эпизодов первого сезона реалити-шоу «Страх на MTV», посвящённого паранормальным явлениям, был показан абсолютно вымышленный сюжет об убийстве Принцессы Доу. В эпизоде, вышедшем на экраны в 2000 году, Принцесса Доу была представлена жертвой культового жертвоприношения. Зрителям было сказано, что Принцесса Доу была обезглавлена и пропала без вести на территории летнего лагеря «Спирит-Лейк», прототипом которого послужил лагерь Но-Би-Бо-Ско (англ. No-Be-Bo-Sco) в городе Хардуик, Нью-Джерси. Лагерь Но-Би-Бо-Ско известен как место съёмок первого фильма цикла «Пятница, 13-е», в котором лейтенант Крэнз появился за два года до обнаружения тела Принцессы Доу.

## Похороны и память
Личность убитой была установлена в апреле 2022 года и оглашена 15 июля 2022 года, в день сороковой годовщины смерти. Принцесса Доу, идентифицированная как Доун Рита Оланик (5 августа 1964 г. р.). Тело девушки было похоронено на кладбище Сидар-Ридж — неподалёку от места, где оно было обнаружено — в январе 1983 года. В 1999 году останки были эксгумированы с целью взятия образцов ткани для анализа ДНК, затем перезахоронены в той же могиле.
15 июля 2007 года в присутствии около ста граждан Блэрстауна и нескольких репортёров на кладбище Сидар-Ридж состоялась поминальная служба, приуроченная к двадцать пятой годовщине убийства. Делу Принцессы Доу были посвящены одна из серий тематического документального сериала на телеканале HBO и несколько публикаций в крупнейших печатных СМИ США (в том числе The New York Times). Краткая история расследования приведена на сайте популярной американской телепередачи ''America’s Most Wanted''. Предпринимаются усилия по дальнейшему привлечению к делу Принцессы Доу внимания масс-медиа.

## Идентификация
В мае 2021 года NCMEC или Национальный центр пропавших без вести и эксплуатируемых детей, сотрудничавшие с Astrea Forensics, объявили о получении маркеров ДНК из костных образцов тела принцессы Доу. 18 июня 2021 года следователи получили известие о том, что Astrea Forensics согласны извлечь ДНК и построить профиль ДНК. 10 февраля 2022 года Astrea Forensics объявили, что создание файла данных ДНК прошло успешно. Результаты были отправлены генеалогам-консультантам NCMEC из Innovative Forensics Investigations. 22 февраля 2022 года Innovative Forensics сообщила следователям, что они нашли кандидата на роль принцессы Доу. Следователи отправились в Западный Вавилон, штат Нью-Йорк, где встретили Роберта Оланика-младшего, брата принцессы Доу. Они собрали образец ДНК сестры принцессы Доу, который технология митотипирования использовала для построения профиля митохондриальной ДНК. Лаборатория судебной экспертизы прокуратуры округа Юнион помогла создать профиль ДНК STR на основе образца ДНК сестры жертвы. Компания Mitotyping Technology отправила свои результаты в лабораторию судебной экспертизы прокуратуры округа Юнион, которая затем отправила профили митохондриальной ДНК и ДНК STR в Центр идентификации человека Университета Северного Техаса.
29 апреля 2022 года Центр идентифицировал принцессу Доу как Доун Оланик. Официально о идентификации было объявлено 15 июля 2022 года, в честь 40-летия её обнаружения. Роберт Оланик-младший сказал, что Доун покинула их дом по просьбе её матери, и её больше никто не видел и не слышал.
Артуру Кинлоу было предъявлено обвинение по одному пункту обвинения в убийстве в результате расследования, свидетельских показаний и его признания в убийстве Оланик. Считается, что Доун Оланик отказалась от его требований заняться проституцией и была отвезена в Нью-Джерси. Они оба оказались в Блэрстауне, где Кинлоу убил её на кладбище Сидар-Ридж. Ни Оланик, ни Кинлоу не имели отношения к городу. Кинлоу по-прежнему находится в исправительном учреждении Салливана в Фолсбург, Нью-Йорк. Теперь следователи пытаются проследить всю цепочку перемещений Оланик от её ухода из дома и до смерти.